# Сербанівка
Сербані́вка — село в Україні, у Хмільницькій міській громаді Хмільницького району Вінницької області. Населення становить 384 осіб. До 2020 орган місцевого самоврядування — Сьомаківська сільська рада.

## Історія
З 7 березня 1923 у складі Уланівського району Вінницької округи Подільської губернії.
17 червня 1925 року перейшло до складу Пиківського району.
Пиківський район розформований 21 березня 1929 року.
12 червня 2020 року, відповідно до Розпорядження Кабінету Міністрів України № 707-р, «Про визначення адміністративних центрів та затвердження територій територіальних громад Вінницької області», увійшло до складу Хмільницької міської громади.
19 липня 2020 року, в результаті адміністративно-територіальної реформи і ліквідації колишнього Хмільницького району(1923-2020), село увійшло до складу новоутвореного Хмільницького району.